# میشل برئال
میشل ژول آلفرد برئال (به فرانسوی: Michel Jules Alfred Bréal) (فرانسوی: [miʃɛl bʁeal]؛ ۲۶ مارس ۱۸۳۲–۲۵ نوامبر ۱۹۱۵)، فیلسوف اهل فرانسه، در لانداو در پالاتن متولد شد. او بیشتر به عنوان بنیانگذار معناشناسی مدرن شناخته می‌شود.

## زندگی و شغل
وی پس از اتمام تحصیل در ویسامبورگ، مس و پاریس، در سال ۱۸۵۲ وارد مدرسه عالی نرمال شد. در سال ۱۸۵۷ به برلین رفت و در آنجا زیر نظر فرانتس بپ، آلبرشت وبر زبان سانسکریت را ادامه داد. در سال ۱۸۶۴ استاد زبان‌شناسی تطبیقی در کلژ دو فرانس و در سال ۱۸۷۵ عضو فرهنگستان کتیبه‌شناسی و زبان‌های باستانی فرانسه شد. در سال ۱۸۹۰ نشان لژیون دونور، ردهٔ (فرمانده) را دریافت کرد. در سال ۱۹۰۵ از سمت خود استعفا داد و در پاریس درگذشت.

## آثار
برخی از آثار او عبارتند از:
- بررسی خاستگاه دین زرتشت (۱۸۶۲)، (به فرانسوی: L' Etude des origines de la religion Zoroastrienne (1862))
- هرکول و کاکوس (۱۸۶۳)، (به فرانسوی: Hercule et Cacus (1863))
- افسانه ادیپ (۱۸۶۴)، (به فرانسوی: Le Mythe d'œdipe (1864))
- مخلوط اساطیر و زبانشناسی (ویرایش دوم، ۱۸۸۲)، (به فرانسوی: Mélanges de mythologie et de linguistique (2nd. ed. , 1882))
- فرهنگ لغت اصطلاحات لاتین (۱۸۸۵)، (به فرانسوی: Dictionnaire étymologique Latin (1885))
- دستور زبان لاتین (۱۸۹۰)، (به فرانسوی: Grammaire latine (1890))